# Ковальки (Смоленская область)
Ковальки — деревня в Смоленском районе Смоленской области России. Входит в состав Лоинского сельского поселения. Население — 2 жителя (2010 год). 
Расположена в западной части области в 46 км к северо-западу от Смоленска, в 8 км юго-западнее автодороги Р133 Смоленск — Невель. В 22 км южнее деревни расположена железнодорожная станция Поселковая на линии Смоленск — Витебск.

## История
В годы Великой Отечественной войны деревня была оккупирована гитлеровскими войсками в июле 1941 года, освобождена в сентябре 1943 года. 